# Chiesa del Domine quo vadis
La chiesa del "Domine quo vadis", o Santa Maria in Palmis, è un piccolo luogo di culto cattolico che si trova a Roma, al bivio tra l'Appia Antica e la via Ardeatina, nel quartiere Appio-Latino.

## Storia
La chiesa odierna è il rifacimento seicentesco di una piccola cappella eretta nel IX secolo. La chiesa è oggi gestita dai religiosi della Congregazione di San Michele Arcangelo, il cui convento, anch'esso del XVII secolo, è annesso alla chiesa. Una lapide interna ricorda la visita che papa Giovanni Paolo II fece a questo tempio il 22 marzo 1982.

## Leggenda

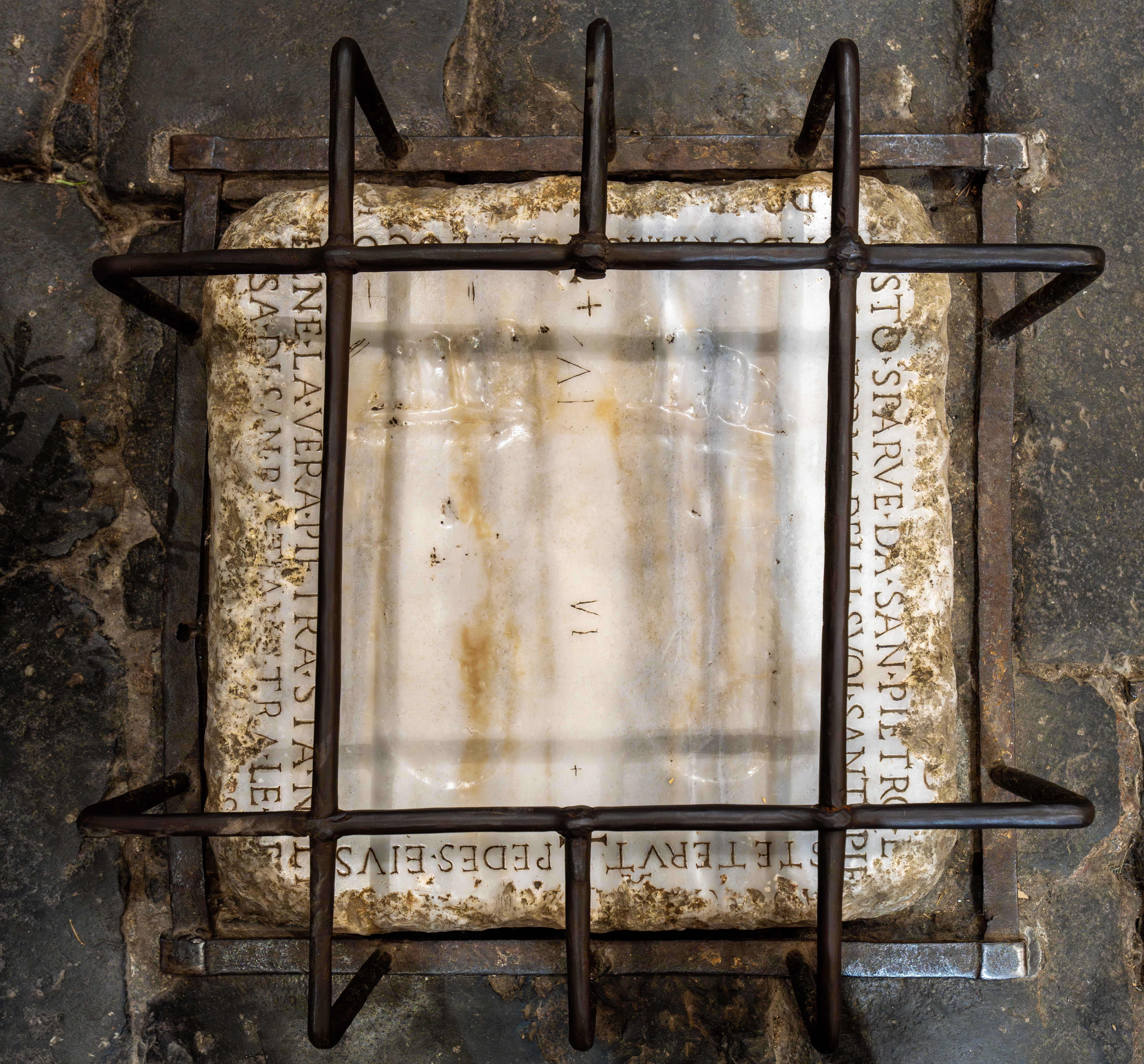
L'impronta del Quo Vadis

La chiesa è eretta sul luogo dove, secondo un episodio narrato negli Atti di Pietro, l'apostolo Pietro, che fuggiva da Roma per sottrarsi alle persecuzioni di Nerone, avrebbe incontrato in visione Gesù. Secondo questo racconto, Pietro pose a Gesù la domanda «Domine, quo vadis?», ovvero "Signore, dove vai?", e alla risposta di Gesù, «Eo Romam iterum crucifigi», "Vado a Roma a farmi crocifiggere di nuovo", Pietro capì che doveva tornare indietro per affrontare il martirio.
Su una piccola lastra di marmo al centro della chiesa si trovano, infatti, due impronte di piedi (copia di un rilievo conservato nella vicina basilica di San Sebastiano fuori le mura), che sarebbero le impronte lasciate da Gesù; si tratta, in realtà, di un ex voto pagano per il dio Redicolo, offerte da un viaggiatore prima di partire per garantirsi il buon esito di un viaggio (o al ritorno, in ringraziamento). Un esempio di analogo ex voto è visibile ai Musei capitolini.
La lunghezza delle impronte è di 27,5 cm che corrisponde a un numero di calzatura pari a 44/45, misura notevole per l'epoca. La leggenda, che risale a fonti apocrife del II secolo, si diffuse nella tradizione popolare grazie alla scoperta delle due impronte.

## Descrizione

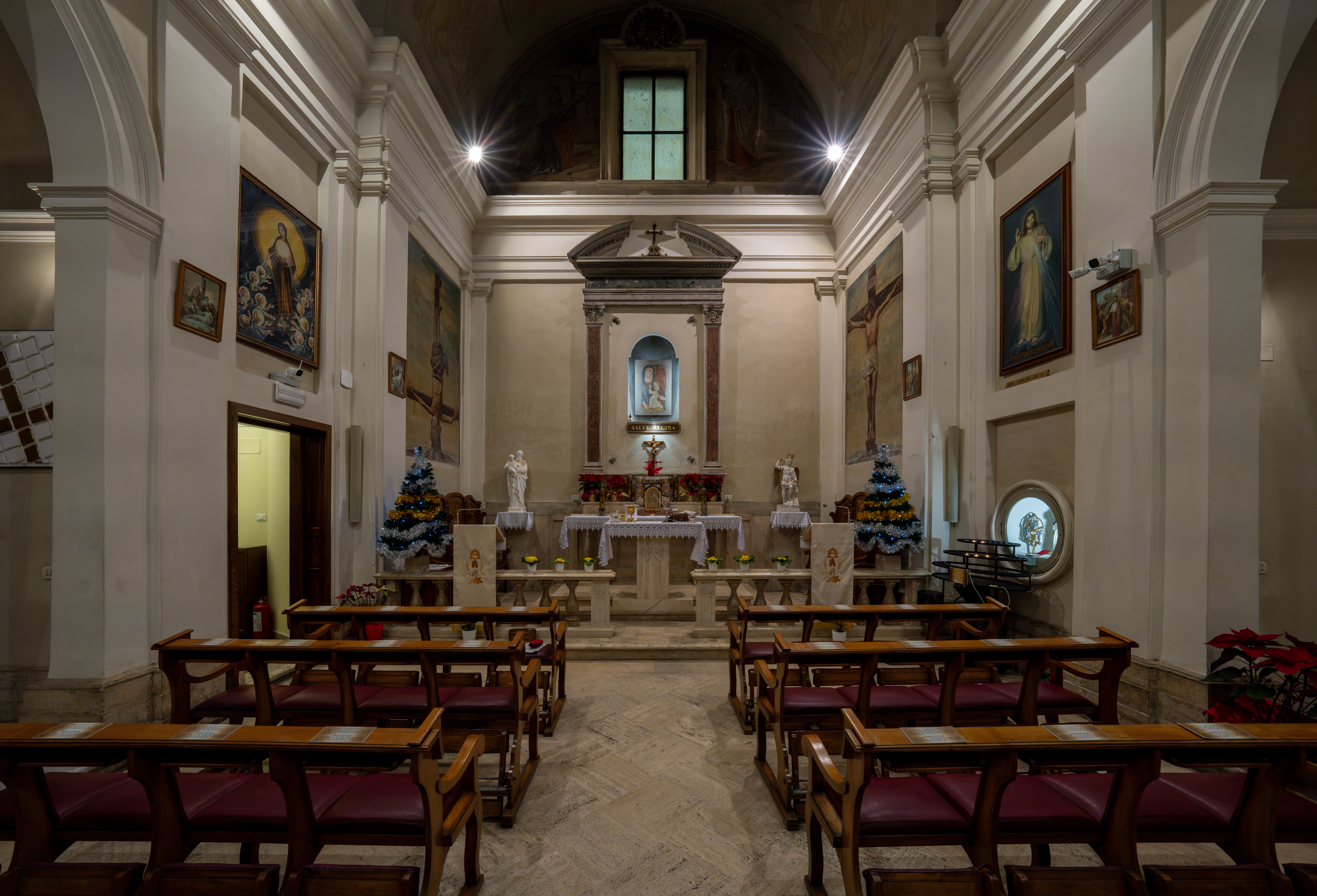
L'interno

La facciata è scandita da due lesene laterali; sulla sommità un timpano e lo stemma dei Barberini. Un timpano ridotto è collocato sopra la porta d'ingresso, sormontato a sua volta da una grande finestra.
L'interno è ad un'unica navata; sull'altare è collocata l'immagine della Madonna del transito, e ai lati due affreschi con la Crocifissione di Gesù a destra e la Crocifissione di Pietro a sinistra. Sopra l'altare, in una lunetta, un affresco con l'Incontro di Gesù con Pietro firmato dal pittore marchigiano Giuseppe Fratalocchi. Nelle pareti laterali della chiesa altri due affreschi con gli stessi soggetti del pittore Ercole Ruspi (1862). Nella cappella laterale sinistra vi è un affresco con San Francesco e il panorama di Roma con le sue chiese. Infine, presso l’ingresso della chiesa vi è un busto di bronzo di Henryk Sienkiewicz, lo scrittore polacco autore del famoso romanzo storico Quo vadis?.